# ISO 3166-2:KI
ISO 3166-2:KI – kody ISO 3166-2 dla Kiribati.
Kody ISO 3166-2 to część standardu ISO 3166 publikowanego przez Międzynarodową Organizację Normalizacyjną. Kody te są przypisywane głównym jednostkom podziału administracyjnego, takim jak np. województwa czy stany, każdego kraju posiadającego kod w standardzie ISO 3166-1.
Aktualnie (2017) dla Kiribati zdefiniowano kody dla 3 grup wysp.
Pierwsza część oznaczenia to kod Kiribati zgodnie z ISO 3166-1, natomiast druga część oznaczenia znajdująca się po myślniku to jednoliterowy kod jednostki administracyjnej. 

## Kody ISO
| Kod ISO | Nazwa jednostki administracyjnej | Nazwa jednostki administracyjnej w języku angielskim | Nazwa jednostki administracyjnej w języku kiribati | Rodzaj jednostki administracyjnej |
| ------- | -------------------------------- | ---------------------------------------------------- | -------------------------------------------------- | --------------------------------- |
| KI-G    | Wyspy Gilberta                   | Gilbert Islands                                      | Tungaru                                            | grupa wysp                        |
| KI-L    | Line Islands                     | Line Islands                                         | Tungaru                                            | grupa wysp                        |
| KI-P    | Feniks                           | Phoenix Islands                                      | Rawaki                                             | grupa wysp                        |